# Teun Koopmeiners
Teun Koopmeiners (Castricum, 28 de fevereiro de 1998) é um futebolista profissional neerlandês que atua como meio-campista. Atualmente joga na Juventus e na seleção holandesa.

## Carreira
Tendo representado a Holanda em vários níveis juvenis, ele foi chamado para a seleção principal da equipe principal da Liga das Nações da UEFA em agosto de 2020.

### AZ
Koopmeiners cresceu em Castricum, Holanda do Norte, e deu seus primeiros passos no futebol como um jogador juvenil do clube local, Vitesse '22. Em 2009, ele ingressou na academia juvenil do AZ, no nível sub-12. Ele finalmente progrediu na classificação e, como parte da equipe reserva do clube, Jong AZ, tornou-se campeão da terceira divisão holandesa na temporada 2016-17, alcançando a promoção à Eerste Divisie.
Ele marcou seu primeiro gol da temporada 2020-21 contra o Viktoria Plzen em 26 de agosto de 2020 na vitória por 3-1 das eliminatórias da UEFA Champions League. Em 14 de janeiro de 2021, Koopmeiners marcou dois gols, incluindo um audacioso flick backheel, para ajudar sua equipe a garantir uma vitória por 3-1 fora de casa contra o PSV Eindhoven .
Koopmeiners fez quatro jogos pela seleção nacional de sub-17 da Holanda, bem como duas apresentações pela seleção nacional de sub-18 . Como parte dos sub-19, jogou o Campeonato da Europa de Sub-19 2017, chegando às semifinais e perdendo apenas para Portugal. Na categoria sub-19, Koopmeiners fez 13 jogos. Depois de cinco jogos pela Holanda de Sub-20 da equipe,  ele fez sua estréia para a equipe nacional sub-21 em 22 de março de 2018 a 1 – loss 4 em Doetinchem à Bélgica equipe sub-21 .
Em 19 de agosto de 2020, Koopmeiners foi convocado para a seleção principal da Holanda pelo gerente interino Dwight Lodeweges na seleção preliminar para os jogos da Liga das Nações da UEFA contra as seleções da Polônia e da Itália. Em outubro, ele fez sua estreia em um amistoso contra o México.
Pode jogar como meio-campista defensivo ou meio-campista central . Ele também pode jogar como zagueiro. Koopmeiners é conhecido por suas qualidades de liderança e é o capitão do AZ Alkmaar, apesar de sua tenra idade.

### Atalanta
Em 30 de agosto de 2021, Koopmeiners assinou com a Atalanta, clube da Serie A, por uma verba de € 12 milhões.

### Juventus
Em 28 de agosto de 2024, Koopmeiners mudou-se para a Juventus, clube da Serie A, assinando um contrato de cinco anos.

## Vida pessoal
Seu irmão mais novo, Peer, joga no Jong AZ.

## Títulos
Atalanta
- Liga Europa da UEFA: 2023–24